# Поштига, Элдер
Э́лдер Мануэ́л Ма́ркеш Пошти́га (порт. Hélder Manuel Marques Postiga; род. 2 августа 1982, Вила-ду-Конди, Порту) — португальский футболист, игравший на позиции нападающего.

## Биография
Элдер Поштига родился 2 августа 1982 года в Вила-ду-Конди.

### Клубная карьера
Начинал свой футбольный путь в клубе «Варзим». В 1995 году перешёл в академию «Порту», и в 2001 году был переведён из академии в основной состав. В сезоне 2002/03 забил 19 голов, из них 13 в чемпионате, а также пять в триумфальном для клуба Кубке УЕФА, финал которого пропустил из-за дисквалификации. В этом же сезоне дебютировал за сборную Португалии.
В 2003 Поштига перешёл в английский «Тоттенхэм Хотспур» за 9 миллионов евро, подписав с клубом пятилетний контракт. Дебютировал за клуб 16 августа 2003 в матче против «Бирмингем Сити». Игра в лондонском клубе у него не заладилась, за 24 матча он забил всего лишь два гола: 3 декабря в матче Кубка Лиги против «Манчестер Сити», и 17 января 2004 в матче чемпионата против «Ливерпуля».
Спустя год Поштига вернулся в «Порту». Но и после возвращения игра Элдера не заладилась. В январе 2006 года он перешел в аренду в «Сент-Этьен», за который забил два гола. В сезоне 2006/07 вернулся «Порту» и выиграл с клубом чемпионат, в котором забил 10 голов. В январе 2008, снова потеряв место в составе, был на полгода арендован греческим «Панатинаикосом», за который забил два гола.
В 2008 году Поштига за 2,5 миллионов евро перешёл лиссабонский «Спортинг», подписав контракт на три года. 1 сентября забил первый гол за новую команду, принеся ей победу в матче против «Браги». А «Спортинге» Поштига особо не блистал игрой, как в «Порту», но практически всегда выходил в основном составе.
В 2011 году, в последний день трансферного окна, Поштига за один миллион евро переходит в испанскую «Реал Сарагосу». В новом клубе он обрёл вторую молодость, став лучшим бомбардиром команды. Во многом, благодаря ему «Реал» не вылетел из Ла Лиги. В следующем сезоне Поштига забил 14 голов в чемпионате, но его клуб покинул высший дивизион. Всего за «Сарагосу» он провёл 75 матчей и забил 23 гол.
В августе 2013 года присоединился к «Валенсии», заменив ушедшего в «Тоттенхэм» Роберто Сольдадо. Контракт был подписан на два года, а сумма перехода примерно составила 3 миллиона евро. 1 сентября, в домашнем матче против «Барселоны» Поштига оформил дубль. Несмотря на поражение «Валенсии», португальский нападающий наряду с Лионелем Месси, оформившим хет-трик, стал героем матча. Но со временем Поштига потерял место в основном составе команды, проиграв конкуренцию Жонасу, и в январе 2014 года на правах аренды перешёл в итальянский клуб «Лацио».
1 сентября 2014 Поштига расторг контракт с «Валенсией» и присоединился к «Депортиво». За клуб из Ла-Коруньи он сыграл 16 матчей и забил два гола.
В июле 2015 года, футболист перешёл в клуб индийской суперлиги «Атлетико де Калькутта». 3 октября дебютировал за свой новый клуб и оформил, но досрочно покинул поле из-за травмы. Этот матч так и остался единственным для него в том сезоне.
1 февраля 2016 Поштига вернулся на родину, подписав контракт до конца сезона с «Риу Аве», и уже во втором матче отличился за новый клуб. В последнем матче сезона помог команде квалифицироваться в Лигу Европы, забив победный гол в ворота «Мадейры».
12 августа 2016 вернулся в «Атлетико де Калькутта», за который и сыграл свой последний матч в карьере 18 декабря, выйдя на замену в финальном матче лиги против клуба «Керала Бластерc». «Атлетико» выиграл матч в серии пенальти и стал победителем плей-офф индийской суперлиги.

### Карьера в сборной
Поштига дебютировал за основную сборную Португалии 12 февраля 2003 года в товарищеском матче против Италии, заменив на 70-й минуте Тиагу Мендеша. Эта игра также стала первой для Луиса Фелипе Сколари на посту главного тренера португальцев. Впервые вышел в основном составе 10 июня в матче против Боливии, в котором он оформил дубль.
Несмотря на неудачный год в «Тоттенхэме», вошёл в состав сборной на домашний чемпионат Европы. На турнире ему удалось спасти свою команду от поражения в матче со сборной Англии в четвертьфинале, выйдя на замену вместо капитана сборной Луиша Фигу, и сравняв счёт на 83-й минуте. В серии послематчевых пенальти Поштига забил гол в стиле Паненки, а Португалия победила в серии со счётом 6:5, но в финале уступили сборной Греции.
Впоследствии участвовал в составе сборной на чемпионате мира 2006 в Германии. В четвертьфинальном матче против Англии снова заменил Луиша Фигу, а Португалия снова выиграла в серии послематчевых пенальти, заняв в итоге четвёртое место на турнире.
На чемпионате Европы 2008 Поштига забил головой в четвертьфинальном матче против Германии после подачи Нани, но его сборная проиграла со счётом 2:3 и покинула турнир.
В октябре 2010, после более чем двухлетнего отсутствия в составе сборной, был вызван на матчи квалификации к чемпионату Европы против сборных Дании и Исландии. 17 ноября того же года, в товарищеском матче против сборной Испании, поучаствовал в разгроме действующих чемпионов мира, забив два из четырёх мячей в матче. 4 июня 2011 забил единственный гол в матче квалификации против Норвегии, войдя в десятку лучших бомбардиров в истории сборной.
На чемпионате Европы 2012 был основным нападающим команды. Во втором матче группового забил гол в ворота Дании, а его сборная победила со счётом 3:2. В четвертьфинальном матче против Чехии повредил бедро и выбыл до конца турнира. В итоге на том турнире португальцы выиграли бронзовые медали.
В отборочной кампании к чемпионату мира в Бразилии Поштига забил шесть голов, став лучшим бомбардиром команды. Однако на самом турнире португальцы провалились, даже не сумев выйти из своей группы. Последний матч за сборную сыграл 14 ноября 2014 в матче квалификации к чемпионату Европы 2016 против Армении. Всего за сборную провёл 71 матч и забил 27 голов.

## Достижения
- Чемпион Португалии (3): 2002/03, 2005/06, 2006/07
- Обладатель Кубка Португалии: 2002/03
- Обладатель Суперкубка Португалии: 2004, 2008
- Обладатель Кубка УЕФА: 2002/03
- Обладатель Межконтинентального кубка: 2004
- Финалист Чемпионата Европы по футболу: 2004
- Победитель индийской суперлиги: 2016